# El extraño retorno de Diana Salazar
El extraño retorno de Diana Salazar es una telenovela mexicana producida por Carlos Téllez para Televisa. Se estrenó en el Canal de las Estrellas el 11 de abril de 1988 en sustitución de Rosa salvaje, y finalizó el 7 de enero de 1989 siendo reemplazada por La casa al final de la calle.
Con una historia original de Carlos Olmos quien también la adaptó al lado de Mario Cruz, la telenovela está ambientada en dos historias: una situada en 1640, durante el Virreinato de la Nueva España y otra en 1988, durante la Edad Contemporánea, en donde una mujer acusada de bruja (mediante sus poderes sobrenaturales), que fue quemada en la hoguera junto a su prometido por la Santa Inquisición y más tarde después de tres siglos, se reencarna en una joven muchacha que busca encontrar la razón de sus constantes pesadillas donde muere quemada.
Después de tres décadas sin volverse a emitir debido a problemas legales, se reestrenó por Tlnovelas el 27 de enero de 2020, así como en su canal oficial de Youtube (por tiempo limitado) el 1 de octubre de 2020, y finalmente disponible en la plataforma de streaming Blim TV el 20 de diciembre de 2020.
Esta protagonizada por Lucía Méndez y Jorge Martínez, junto con Alma Muriel, Alejandro Camacho, Carlos Cámara y Patricia Reyes Spíndola en los roles antagónicos. Este melodrama es recordado, entre otras cosas, por su enigmático y sorprendente final.

## Trama
En el año de 1640 en la ciudad de Zacatecas, Nueva España, vive una bella joven llamada Leonor de Santiago, nacida en buena cuna e hija de un importante hombre de negocios; tanto Leonor como su familia son muy cuidadosos en la gente que los rodea pues temen que alguien descubra que Leonor tiene poderes psíquicos sobrenaturales (que se manifiestan con el cambio de color de ojos a amarillo y el movimiento de objetos) y la quemen como a las brujas de la región. Leonor decide aceptar la propuesta de matrimonio de Eduardo de Carbajal, un apuesto y educado hombre de la ciudad descendiente de una familia muy respetada y de quien está enamorada, ellos viven anhelantes porque llegue el día de su enlace.
Lucrecia Treviño es otra joven de la ciudad que vive maldiciendo a Leonor por haberle ganado el amor de Eduardo, loca de ira ella descubre el secreto tan celosamente guardado por Leonor y la acusa ante el Santo Oficio. Los inquisidores van por Leonor, quien se encuentra en la cena de su compromiso matrimonial, a la que asisten los miembros más importantes de la sociedad de Zacatecas; al momento de ser apresada Leonor salen a relucir sus poderes telequinéticos, al hacer caer la lámpara central de su casa frente a todos; ella es detenida junto con Eduardo, quien quería defenderle, más tarde son quemados juntos jurándose amor eterno. Lucrecia, al ver que no solamente Leonor morirá, se suicida, colgándose de un árbol muriendo al mismo tiempo que la pareja.
Más de tres siglos después, en 1988, en Ciudad de México vive Diana Salazar, una joven estudiante que también tiene poderes telequinéticos y sin saber el alcance que estos tienen provoca, supuestamente, la muerte de su padre. A partir de dicho suceso Diana empieza a tener pesadillas donde se ve muriendo quemada junto a su prometido.
Diana decide ir con una psiquiatra de gran prestigio llamada Irene del Conde, quien utilizando sus conocimientos en psicología, comienza a manipular a Diana quien descubre que es la reencarnación de una mujer de más de tres siglos atrás. Omar, un colega de Irene, se siente fuertemente atraído hacia Diana y sin querer descubre sus dones, entonces empieza a cortejarla para utilizar dichos poderes para su propio beneficio.
Mario es un ingeniero argentino que llega a México por unos trabajos de su agencia, al toparse con Diana, esta lo recuerda de sus sueños y ambos quedan enamorados inmediatamente como si se hubieran conocido antes, Mario resulta ser la reencarnación de Eduardo, este sin saberlo empieza una relación con Diana quien pretende hacer una vida con él como no pudo hacerlo Leonor.
Luego de sobrevivir a un aparatoso accidente automovilístico y sufrir muerte clínica por unos minutos, Irene comienza a experimentar sueños muy extraños donde puede presenciar la muerte de una bruja en la hoguera y su suicidio, entonces descubre que es la reencarnación de Lucrecia y decide terminar lo que no pudo anteriormente, siguiendo su venganza en contra de Leonor y quedarse con Eduardo, pero ahora en la época contemporánea; para lograr sus planes cuenta con la ayuda de la fiel Jordana.
En el episodio final, Irene mata de un tiro a Mario y luego de hacerlo contra Diana, ella utiliza sus poderes telequinéticos y llena de furia la eleva por los aires clavándola en un escudo de armas; posterior a esta escena se puede ver cómo Leonor despierta al lado de Eduardo; ellos ya están casados y le relata un extraño sueño que tuvo, significando que todo lo que vivió y la reencarnación fueron un sueño.

## Reparto

### Principales
- Lucía Méndez como Diana Salazar / Doña Leonor de Santiago
- Jorge Martínez como Mario Villarreal / Don Eduardo Carbajal
- Alma Muriel como la Dra. Irene del Conde / Doña Lucrecia Treviño
- Alejandro Camacho como el Dr. Omar Santelmo
- Adriana Roel como Delfina García vda. de Salazar
- Patricia Reyes Spíndola como Jordana Núñez
- Carlos Cámara como Luther Henrich / Franz Webber
- Chela Nájera como Fidelia Velasco, "Nela"
- Fernando Sáenz como Rodrigo Enríquez
- Rosa María Bianchi como Malena Salazar Obregón
- Mario Casillas como Gonzalo Obregón
- Rafael Velasco como Enrique Falcón
- Alejandro Tommasi como Adrián Alfaro
- Rebeca Manríquez como Marisela Rocha
- Alejandra Peniche como Mónica Uzeta
- Ricardo Lezama como Ignacio Galván
- Carlos Magaña como el teniente Juan Manuel Amézcua
- Alonso Echánove como Rafael Romero
- Rafael Baledón como el Ing. Ernesto Santelmo

### Recurrentes
- Ella Laboriel como Casilda
- Tara Parra como Doña Constanza de Santiago
- José Luis Carol como Don Álvaro de Santiago
- Mario Sauret como Rodrigo Cervantes de Benavente
- Carla María Rivas como Isabel Carbajal
- Enrique Hidalgo como Dr. José Fortes
- Carlos Guajardo como Conductor del programa matutino
- César Arias como el Dr. Agustín Tamayo
- Ariadna Welter como Gloria Morrison
- Lolita Cortés como Liz Morrison
- Beatriz Martínez como Clarita
- Arturo Beristáin como el Dr. Ronaldo de Juan
- Rosa Furman como Madame More

## Equipo de producción
- Historia original para TV: Carlos Olmos, Margarita Villaseñor, Carlos Téllez
- Libreto: Margarita Villaseñor
- Basados en una obra de: Mario Cruz
- Tema musical: Morir un poco
- Autor: Fernando Riba, Kiko Campos
- Intérprete: Lucía Méndez
- Tema musical: Un alma en pena
- Autores: Alberto Aguilera Valadez
- Intérprete: Lucía Méndez
- Música original: Pedro Plascencia Salinas
- Ambientación: Rafael Brizuela
- Escenografía: Cristina Martínez de Velasco
- Dirección de arte: Humberto Figueroa
- Musicalización: Carlos Caballero
- Iluminación: Antonio González
- Edición: Jorge Rafael Navarro
- Coordinación de producción: Martha Pérez Valdez, Lourdes Bolaños, Georgina Castro Ruiz
- Coordinación de locaciones: Juan Manuel Arozamena, Verónica Valle
- Asistente de dirección: Rubén Piña
- Gerente de producción: Lucero Suárez
- Dirección de cámaras: Gabriel Vázquez Bulman
- Producción y dirección: Carlos Téllez

## Premios y nominaciones

### Premios TVyNovelas 1989
| Categoría                  | Nominado(a)    | Resultado |
| -------------------------- | -------------- | --------- |
| Mejor telenovela           | Carlos Téllez  | Nominado  |
| Mejor actriz protagónica   | Lucía Méndez   | Nominada  |
| Mejor actor protagónico    | Jorge Martínez | Nominado  |
| Mejor villana              | Alma Muriel    | Nominada  |
| Mejor actriz experimentada | Adriana Roel   | Nominada  |